# José Grommes
José Grommes (* 20. Dezember 1965) ist ein belgischer Politiker der freien Bürgerliste ProDG („Pro Deutschsprachige Gemeinschaft“). Seit 2019 ist er Mitglied im Parlament der Deutschsprachigen Gemeinschaft in Belgien.

## Leben
Nach dem Abitur am Königlichen Athenäum in Eupen absolvierte Grommes 1987 das Studium zum Kinesitherapeuten an der École provinciale supérieure de kinésithérapie et d’ergothérapie (EPSKE) in Lüttich. Zunächst arbeitete als Kinesitherapeut am Eupener Krankenhaus sowie am Marienhospital in Würselen. 1988 eröffnete er eine eigene Kinesitherapiepraxis und 2009 gründete er das Kinesitherapiezentrum MEAS in Walhorn.
Seit 2012 ist Grommes für ProDG Mitglied im Gemeinderat Lontzen, wo er seit 2018 Schöffe ist, zuständig für Finanzen, Kultus, Wirtschaft, Tourismus, Landwirtschaft und Mittelstand. Nach der Wahl im Mai 2019 wurde er Mitglied im Parlament der Deutschsprachigen Gemeinschaft. Er ist in der Legislaturperiode 2019–2024 Vorsitzender des Ausschusses II (Kultur, Beschäftigung, Wirtschaftsförderung und ländliche Entwicklung) sowie Mitglied des Ausschusses IV (Gesundheit und Soziales).